# Poço de José de Moura
Poço de José de Moura este un oraș în Paraíba (PB), Brazilia.